# Hendrik II van Bourbon-Condé
Hendrik II van Bourbon, prins van Condé (Saint-Jean-d'Angély, 1 september 1588 — Parijs, 26 december 1646) was de zoon van Hendrik I van Bourbon-Condé en diens tweede gemalin Charlotte de la Trémoille en daarmee derde prins van Condé.

## Leven
Hoewel er beschuldigingen de ronde deden dat Charlotte de la Trémoille haar echtgenoot zou hebben vergiftigd en dat haar kort na de dood van haar man geboren zoon buitenechtelijk zou zijn, werd Hendrik door zijn oom koning Hendrik IV van Frankrijk erkend als diens vermoedelijke opvolger (tot de geboorte van diens eigen zoon Lodewijk).
Hendrik werd katholiek opgevoed door zijn moeder, die voor haar huwelijk hugenote was geworden, maar in 1597 het calvinisme weer afzwoer.
Hendrik II stond bekend om zijn voorliefde voor mannen, maar werd onverwacht verliefd op Charlotte Margaretha van Montmorency, dochter van hertog Hendrik I van Montmorency, en in 1609 trouwde hij met haar. Charlotte Margaretha 
begon zich echter voor, om zijn liefdesavonturen bekende, koning Hendrik IV te interesseren. Condé zond zijn vrouw daarop naar het buitenland en moest dan zelf voor de woede van de koning het land ontvluchten. Na de moord op Hendrik IV keerde hij terug naar Frankrijk en geraakte in conflict met de regentes Maria de' Medici en haar gunsteling Concino Concini. Na openlijke rebellie werd hij in 1616 voor drie jaar opgesloten.
Als een van zijn secretarissen wordt de vertaler, kosmograaf, arts en linguïst Jean Saulnier genoemd.
Daarna steunde hij de kroon, hij streed tegen die hugenoten en leidde in 1638 een succesloze veldtocht tegen Spanje, Spaanse troepen onder leiding van hertog Juan Alfonso Enríquez de Cabrera sloegen hem terug. Na de dood van kardinaal de Richelieu werd hij lid van de Regentschapsraad voor Lodewijk XIV. Hij stierf als een zeer rijk man, want het merendeel van het vermogen van zijn in 1632 geëxecuteerde zwager Hendrik II van Montmorency was aan hem overgedragen.
De kinderen, die hij met Charlotte Margaretha van Montmorency had en die in La Fronde een grote rol speelden, waren:
1. Anna Genoveva (1619–1676), sinds 1642 getrouwd met Hendrik II van Orleans, hertog van Longueville (huis Longueville)
2. Lodewijk II, prins van Condé (Le Grand Condé), (1621–1686),
3. Armand, prins van Conti, (1629–1666)

## Voorouders
| Voorouders van Hendrik II van Bourbon-Condé (1588-1646) | Voorouders van Hendrik II van Bourbon-Condé (1588-1646)                         | Voorouders van Hendrik II van Bourbon-Condé (1588-1646)                         | Voorouders van Hendrik II van Bourbon-Condé (1588-1646)                         | Voorouders van Hendrik II van Bourbon-Condé (1588-1646)                         | Voorouders van Hendrik II van Bourbon-Condé (1588-1646)                                   | Voorouders van Hendrik II van Bourbon-Condé (1588-1646)                                   | Voorouders van Hendrik II van Bourbon-Condé (1588-1646)                                   |                                                                                           |
| ------------------------------------------------------- | ------------------------------------------------------------------------------- | ------------------------------------------------------------------------------- | ------------------------------------------------------------------------------- | ------------------------------------------------------------------------------- | ----------------------------------------------------------------------------------------- | ----------------------------------------------------------------------------------------- | ----------------------------------------------------------------------------------------- | ----------------------------------------------------------------------------------------- |
| Overgrootouders                                         | Karel van Bourbon-Vendôme (1489-1537) ∞ Françoise van Alençon (1490-1550)       | Karel van Bourbon-Vendôme (1489-1537) ∞ Françoise van Alençon (1490-1550)       | Charles de Roye (1510-1551) ∞ Madeleine de Mailly (1463-1521)                   | Charles de Roye (1510-1551) ∞ Madeleine de Mailly (1463-1521)                   | Frans de la Trémoille (1505-1541) ∞ Anna van Laval (1505-1554)                            | Frans de la Trémoille (1505-1541) ∞ Anna van Laval (1505-1554)                            | Anne van Montmorency (1493-1567) ∞ Madeleine de Savoie (1510–1586)                        | Anne van Montmorency (1493-1567) ∞ Madeleine de Savoie (1510–1586)                        |
| Grootouders                                             | Lodewijk I van Bourbon-Condé (1530-1569) ∞ Eleonore de Roye (1535-1564)         | Lodewijk I van Bourbon-Condé (1530-1569) ∞ Eleonore de Roye (1535-1564)         | Lodewijk I van Bourbon-Condé (1530-1569) ∞ Eleonore de Roye (1535-1564)         | Lodewijk I van Bourbon-Condé (1530-1569) ∞ Eleonore de Roye (1535-1564)         | Lodewijk III de la Trémoille (1521-1577) ∞ Johanna van Montmorency (1528-1596)(1463-1521) | Lodewijk III de la Trémoille (1521-1577) ∞ Johanna van Montmorency (1528-1596)(1463-1521) | Lodewijk III de la Trémoille (1521-1577) ∞ Johanna van Montmorency (1528-1596)(1463-1521) | Lodewijk III de la Trémoille (1521-1577) ∞ Johanna van Montmorency (1528-1596)(1463-1521) |
| Ouders                                                  | Hendrik I van Bourbon-Condé (1552-1588) ∞ Charlotte de la Trémoille (1568-1629) | Hendrik I van Bourbon-Condé (1552-1588) ∞ Charlotte de la Trémoille (1568-1629) | Hendrik I van Bourbon-Condé (1552-1588) ∞ Charlotte de la Trémoille (1568-1629) | Hendrik I van Bourbon-Condé (1552-1588) ∞ Charlotte de la Trémoille (1568-1629) | Hendrik I van Bourbon-Condé (1552-1588) ∞ Charlotte de la Trémoille (1568-1629)           | Hendrik I van Bourbon-Condé (1552-1588) ∞ Charlotte de la Trémoille (1568-1629)           | Hendrik I van Bourbon-Condé (1552-1588) ∞ Charlotte de la Trémoille (1568-1629)           | Hendrik I van Bourbon-Condé (1552-1588) ∞ Charlotte de la Trémoille (1568-1629)           |